# PGC 9441
LEDA/PGC 9441 ist eine Galaxie im Sternbild Walfisch südlich der Ekliptik. Sie ist schätzungsweise 784 Millionen Lichtjahre von der Milchstraße entfernt. Gemeinsam mit NGC 951 bildet sie ein optisches Galaxienpaar.